# تالدی-ماناقا
تالدی-ماناقا (قزاقی: Талдыманақа) یک رودخانه در استان اولیتاو کشور قزاقستان است.